# Helleberg (Westerwald)

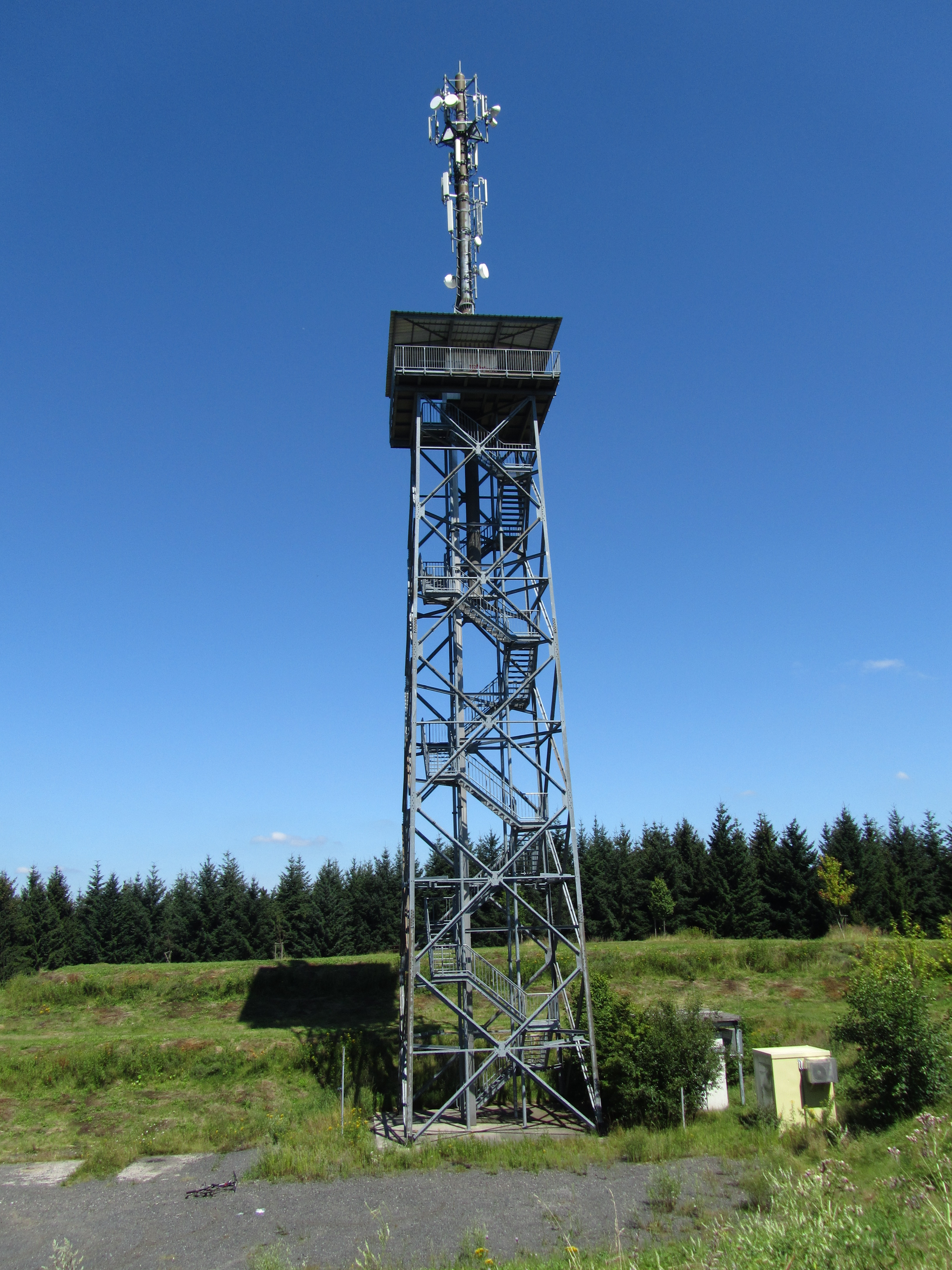
Aussichtsturm Helleberg und Wall der Natur-Freilichtbühne

Der Helleberg (auch Helteberg genannt) bei Weidenhahn im rheinland-pfälzischen Westerwaldkreis ist ein 491,3 m ü. NHN hoher Berg des Westerwaldes. Auf ihm befinden sich der Aussichtsturm Helleberg und eine Freilichtbühne.

## Geographie

### Lage
Der Helleberg befindet sich zwischen Wölferlingen und Düringen im Norden, Haindorf und Obersayn im Ostsüdosten, Arnshöfen im Südosten, Weidenhahn im Südwesten und Freilingen im Nordwesten; er liegt im Gemeindegebiet Weidenhahns. Wenige Kilometer nordnordwestlich erstreckt sich die Westerwälder Seenplatte.
Nach Norden und Westen fällt die in ihren Hochlagen bewaldete Helleberglandschaft zur Sayn ab, nach Südwesten zu deren Zufluss Steinchesbach und nach Südosten zum Sayn-Zufluss Kleiner Saynbach.

### Naturräumliche Zuordnung
Der Helleberg gehört in der naturräumlichen Haupteinheitengruppe Westerwald (Nr. 32) und in der Haupteinheit Oberwesterwald (323) zur Untereinheit Oberwesterwälder Kuppenland (323.1), wobei seine Landschaft nach Norden und Westen zur nahen Untereinheit Dreifelder Weiherland (323.2) überleitet.

## Schutzgebiete
Südwestlich des Helleberggipfels, in Richtung Weidenhahn, und östlich, in Richtung Haindorf/Obersayn, liegen Teile des Vogelschutzgebiets Westerwald (VSG-Nr. 5312-401; 289,48 km²). Im Osten befinden sich Teile des Fauna-Flora-Habitat-Gebiets Westerwälder Kuppenland (FFH-Nr. 5413-301; 31,87 km²)

## Raketenstellung, Aussichtsturm Helleberg und Freilichtbühne
Zur Zeit des Kalten Krieges war auf dem Helleberg eine IFC-Radarstellung der nahe gelegenen Flugabwehr-Raketenstellung des „4. Flugabwehrraketenbataillon 23 Westerburg“ stationiert.
Wenige Meter nordwestlich des Berggipfels wurde 1998 der Aussichtsturm Helleberg (⊙) erbaut. Von seiner Aussichtsplattform auf 521,3 m Höhe sind bei guten Sichtbedingungen Großteile des Westerwaldes (inkl. Westerwälder Seenplatte) zu sehen, zudem fällt der Blick in Richtung Eifel, Vogelsberg und Taunus. Über der Plattform befinden sich Mobilfunkanlagen sowie eine Wetterstation.
Nahe dem Turm wurde 2006 für Veranstaltungen eine Freilichtbühne mit Naturtribüne angelegt.

## Verkehr und Wandern
Die Bundesstraße 8 führt im Abschnitt Freilingen−Arnshöfen etwa 250 m südwestlich des Berggipfels in Nordwest-Südost-Richtung über die Berghochlagen, wobei sie dort maximal 463,7 m Höhe erreicht. Von dieser zweigt auf 458,5 m Höhe eine für den öffentlichen Verkehr gesperrte Stichstraße ab, die hinauf zur Gipfelregion verläuft und Wanderern als Weg zum Gipfel dient.